# Whitney Point
Whitney Point és una població dels Estats Units a l'estat de Nova York. Segons el cens del 2000 tenia 965 habitants.

## Demografia
Segons el cens del 2000, Whitney Point tenia 965 habitants, 397 habitatges, i 244 famílies. La densitat de població era de 372,6 habitants per km².
Dels 397 habitatges en un 35% hi vivien nens de menys de 18 anys, en un 43,1% hi vivien parelles casades, en un 13,6% dones solteres, i en un 38,3% no eren unitats familiars. En el 31,2% dels habitatges hi vivien persones soles el 12,8% de les quals corresponia a persones de 65 anys o més que vivien soles. El nombre mitjà de persones vivint en cada habitatge era de 2,43 i el nombre mitjà de persones que vivien en cada família era de 3,09.
Per edats la població es repartia de la següent manera: un 28,3% tenia menys de 18 anys, un 8,2% entre 18 i 24, un 26,5% entre 25 i 44, un 22,9% de 45 a 60 i un 14,1% 65 anys o més.
L'edat mediana era de 37 anys. Per cada 100 dones de 18 o més anys hi havia 83,1 homes.
La renda mediana per habitatge era de 34.934 $ i la renda mediana per família de 44.667 $. Els homes tenien una renda mediana de 30.875 $ mentre que les dones 27.143 $. La renda per capita de la població era de 17.608 $. Entorn del 10,9% de les famílies i el 13,2% de la població estaven per davall del llindar de pobresa.